# Muhsin ibn Kaid
Muhsin ibn Kaid (ur. ? – zm. 1055) – syn Kaida ibn Hammada, władca z dynastii Hammadydów w Algierii w latach 1054–1055.